# Meia soquete

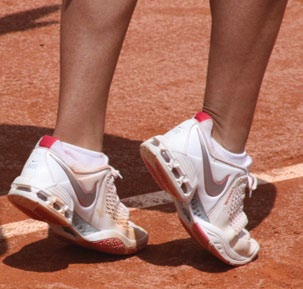
Exemplo de meias do tipo, muito utilizada por tenistas.

A meia soquete é um tipo de meia sem o cano longo (parte com elástico entre o tornozelo e a panturrilha, característica típica de uma meia padrão), também conhecida como meia invisível.

## Origem
Durante a Segunda Guerra Mundial, com o racionamento de roupas e a escassez de alguns tipos de tecido no Reino Unido, a revista Vogue tomou a iniciativa de promover o uso de meias soquete que eram feitas de algodão ou lã.